# Raphael Montagner
Raphael Montagner (São Bernardo do Campo, 23 de novembro de 1983) é um ator brasileiro. Estreou na televisão em 2007 na novela Amigas & Rivais, mas foi mesmo em Vitória que ganhou destaque ao viver o neonazista Enzo. Em 2016, integra o elenco de Escrava Mãe.

## Carreira
Em 2007 Raphael estreou na televisão na versão brasileira de Amigas & Rivais, no SBT. Em 2008 integrou o elenco de Revelação, na mesma emissora. Entre 2009 e 2011 esteve na peça teatral O Colecionador de Crepúsculos, co-dirigindo também O Meu Amigo Pintor na mesma época. Em 2013 assinou com a RecordTV e entrou para Dona Xepa como Leandro, um rico universitário que aproveitava a vida sem ligar para o estudos. Em 2014 é convidado para viver um dos personagens centrais de Vitória, Enzo Aguiar, um neonazista que faz parte de um grupo sanguinária que tenta disseminar a cultura do preconceito em preceitos racialistas. Para o personagem, Raphael teve que raspar a cabeça e deixar a barba crescer para traçar um perfil carrancudo, além de passar por um processo de impressão de 20 tatuagens nazistas pelo corpo em cada gravação. Em 2015 começa a gravar Escrava Mãe, que estreia em 31 de maio de 2016, dando vida à Tomás Amaral, um personagem totalmente diferente de seu último trabalho, sendo um conquistador e abolicionista.

## Vida pessoal
Em 2005 se formou em educação física pela Universidade Federal de Goiás (UFG). Raphael é padrinho do Vibrar com Parkinson, idealizado pela cientista Danielle Lanzer para conscientização a população e auxílio às pessoas com doença de Parkinson no Brasil.

## Filmografia
| Ano  | Título                  | Personagem             |
| ---- | ----------------------- | ---------------------- |
| 2007 | Amigas & Rivais         | Diogo                  |
| 2008 | Revelação               | Marcelo                |
| 2013 | Dona Xepa               | Leandro                |
| 2014 | Vitória                 | Enzo Aguiar            |
| 2016 | Escrava Mãe             | Tomás Gomes do Amaral  |
| 2017 | O Rico e Lázaro         | Nicolau Mayan          |
| 2018 | Jesus                   | Hélio                  |
| 2019 | Amor sem Igual          | Juliano Gomes Santanna |
| 2022 | Todas as Garotas em Mim | Osvaldo                |
| 2022 | Reis                    | Amasa                  |

## Teatro
| Ano     | Título                        | Personagem | Nota                  |
| ------- | ----------------------------- | ---------- | --------------------- |
| 2007    | Dança dos Signos              |            |                       |
| 2008    | Vale Mais                     | Thiago     |                       |
| 2009–11 | O Colecionador de Crepúsculos | Gabriel    |                       |
| 2010    | O Meu Amigo Pintor            | Nenhum     | Assistente de direção |
| 2011    | Píramo e Tisbe                | Éros       |                       |
| 2019    | Poeira de Estrelas            | Gabriel    |                       |